# Radaur
Radaur là một thành phố và là nơi đặt ủy ban đô thị (municipal committee) của quận Yamunanagar thuộc bang Haryana, Ấn Độ.

## Địa lý
Radaur có vị trí 30°02′B 77°09′Đ / 30,03°B 77,15°Đ Nó có độ cao trung bình là 260 mét (853 feet).

## Nhân khẩu
Theo điều tra dân số năm 2001 của Ấn Độ, Radaur có dân số 11.737 người. Phái nam chiếm 53% tổng số dân và phái nữ chiếm 47%. Radaur có tỷ lệ 72% biết đọc biết viết, cao hơn tỷ lệ trung bình toàn quốc là 59,5%: tỷ lệ cho phái nam là 76%, và tỷ lệ cho phái nữ là 67%. Tại Radaur, 12% dân số nhỏ hơn 6 tuổi.